# Sursko-Lytowske
Sursko-Lytowske (ukrainisch Сурсько-Литовське; russisch Сурско-Литовское Sursko-Litowskoje) ist ein ukrainisches Dorf am Ufer des Mokra Sura in der Oblast Dnipropetrowsk.

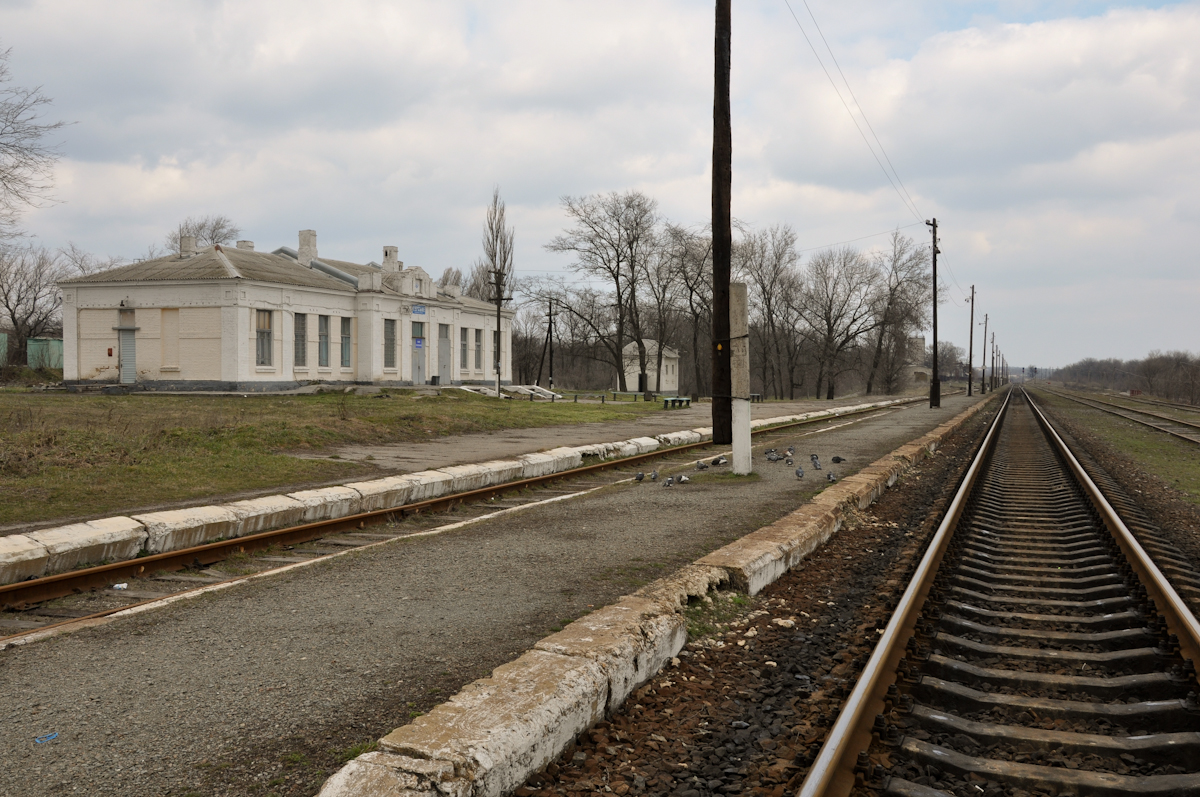
Bahnstation im Ort

Das Dorf mit etwa 4400 Einwohnern das im Jahr 1795 gegründete Dorf war während des Zweiten Weltkrieges von August 1941 bis Oktober 1943 von Truppen der Wehrmacht besetzt.

## Geographie

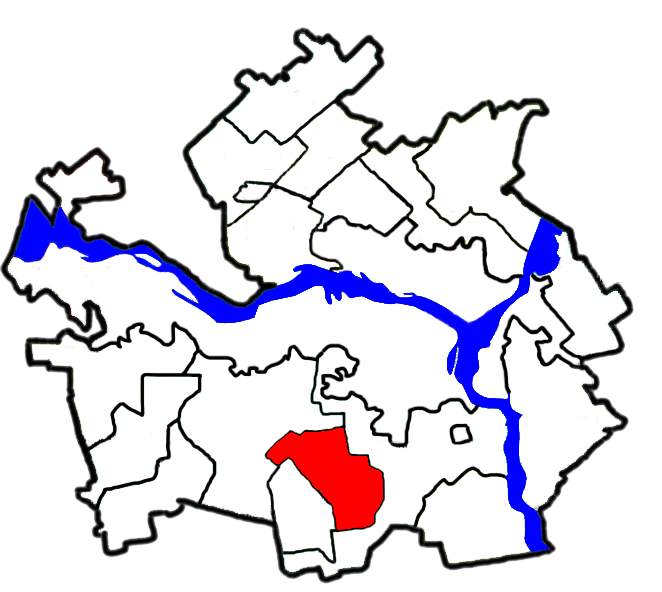
Gemeindegebiet von Sursko-Lytowske innerhalb des Rajon Dnipro

Sursko-Lytowske liegt etwa 40 km südlich des Stadtzentrums von Dnipropetrowsk an der Territorialstraße Т–04–21 und der Bahnstrecke Dnipropetrowsk-Apostolowe im Rajon Dnipro. Im Osten bildet die Fernstraße N 08 die Grenze zum Gemeindegebiet von Nowooleksandriwka.

## Verwaltungsgliederung
Am 14. August 2015 wurde das Dorf zum Zentrum der neugegründeten Landgemeinde Sursko-Lytowske (Сурсько-Литовська сільська громада/Sursko-Lytowska silska hromada). Zu dieser zählten auch die 3 in der untenstehenden Tabelle aufgelisteten Dörfer sowie die Ansiedlung Doslidne, bis dahin bildete es die gleichnamige Landratsgemeinde Sursko-Lytowske (Сурсько-Литовська сільська рада/Sursko-Lytowska silska rada) im Süden des Rajons Dnipro.
Folgende Orte sind neben dem Hauptort Sursko-Lytowske Teil der Gemeinde:
| Name                     | Name             | Name                              |
| ukrainisch transkribiert | ukrainisch       | russisch                          |
| ------------------------ | ---------------- | --------------------------------- |
| Nowomykolajiwka          | Новомиколаївка   | Новониколаевка (Nowonikolajewka)  |
| Selenyj Haj              | Зелений Гай      | Зелёный Гай (Seljony Gai)         |
| Sursko-Klewzewe          | Сурсько-Клевцеве | Сурско-Клевцево (Sursko-Klewzewo) |